# 8. gardna zračnoprevozna divizija (ZSSR)
Za druge 8. divizije glejte 8. divizija.
8. gardna zračnoprevozna divizija je bila gardna zračnoprevozna divizija v sestavi Rdeče armade med drugo svetovno vojno.

## Zgodovina
Divizija je bila ustanovljena decembra 1942 v Moskovskem vojaškem okrožju. 
Med drugo svetovno vojno je sodelovala v bitki za Demjansk in pri Voronežu, nakar je bila preimenovana v 107. gardno strelsko divizijo.

## Organizacija
- štab
- 22. gardni strelski polk
- 25. gardni strelski polk
- 27. gardni strelski polk
- 9. gardni artilerijski polk